# Lycaste aromatica
Espèce
Statut CITES
Lycaste aromatica est une espèce d'orchidées du genre Lycaste originaire d'Amérique centrale.